# Сейран Аріфов
Сейран Аріфов (нар. 1979, Новоросійськ) — український релігійний діяч, голова Всеукраїнської Асоціації громадських організацій «Альраїд», імам, один з лідерів мусульман України. Вчений-ісламознавець, магістр шаріатських наук за спеціальністю «Ісламські науки», громадський діяч, журналіст, ведучій відеопрограми «Логіка Ісламу». Фахівець у галузі основ фікга, класифікації та аналізу різних ісламських напрямків та шкіл.

## Біографія
Народився в 1979 році в Новоросійську (Краснодарський край, Росія), за національністю кримський татарин. У 1987 року сім'я Аріфова переїхала до рідного Криму. Після здобуття середньої освіти закінчив Медресе в місті Сімферополі (Крим). З 1998 по 2002 рр. навчався в Ліванському університеті «Джанан» за спеціалізацією — ісламські наукі. У 2002 р. захистив магістерську дисертацію на тему: «У спірних релігійних питаннях не повинно бути засудження». Володіє чотирма мовами: кримськотатарською, російською, українською, турецькою, арабською.

## Діяльність
З 2002 року працює в Асоціації громадських організацій «Альраїд». Був директором школи Хафизів при Духовному управлінні мусульман Криму. Після окупації Криму російськими військами в 2014 році був змушений покинути Крим. У грудні 2016 року на XI Генеральній конференції ВАГО «Альраїд» був обраний головою організації. Входить до складу Ради улемів Духовного управління мусульман Криму, що створено в Україні в 2016 році кримськотатарськими біженцями з Криму та українськими мусульманами. В 2020 році увійшов до складу Координаційної ради з питань захисту прав мігрантів створеної за наказом Уповноваженої з прав людини в Україні Людмили Денісової

## Про сутність шаріату
Одним з найгірших що було зроблено для анти-ісламської пропаганди, і призвело до спотворення образу Ісламу по всьому світу, це поведінка деяких арабських урядів, проісламських угруповань, таких як талібан, аль-Каїда, ІДІЛ і деяких псевдоісламських партій, які всьому світу показують, що ісламський шаріат це тільки жорстокі тілесні покарання і обмеження. Хоча справжня суть шаріату — милосердя і справедливість, створення добробуту та щастя людини в обох світах. Тілесні покарання в Корані і сунні не займають і 1-2 %, і це доводить гидоту брехні тих, хто своїми словами і справами створює образ шаріату як системи регулярних жорстоких покарань, насправді покарання в шаріаті вкрай ускладнені умовами і правилами, які роблять виконання покарання практично неможливим, вкрай рідкісним. Але невігласи і брехуни, від імені Ісламу продовжують свою «роботу».

## Наукові і публіцистичні роботи
- Кудс (Иерусалим) в сердце каждого мусульманина [Архівовано 28 квітня 2017 у Wayback Machine.]
- Шариатская политика в первоисточниках: принципы и примеры [Архівовано 25 лютого 2022 у Wayback Machine.]
- Искусство фетвы [Архівовано 26 лютого 2022 у Wayback Machine.]
- Актуальность фикха мусульманского меньшинства, его предпосылки и особенности [Архівовано 13 квітня 2021 у Wayback Machine.]
- Теория государства в Исламе [Архівовано 25 лютого 2022 у Wayback Machine.]
- Испытания в жизни верующего
- Послание о единстве мусульман[6]